# Neudorf
Neudorf és una vila i antic municipi al districte de Harz a Saxònia-Anhalt, Alemanya. Des de l'1 de setembre de 2010, forma part de la ciutat de Harzgerode. Es troba a una altitud de 440 m. Té 670habitants

## Història
Aquesta vila es va formar el 1530/31 en el districte d'Amt de Bärenrode pels comtes de Stolberg, però aviat es va transferir al principat d'Anhalt-Bernburg. Els habitants hi van construir una petita església a la plaça (Kirchplatz). La Guerra dels Trenta Anys va devastar aquesta població.
El 1806 només hi havia 58 cases i 370 habitants. Neudorf es va desenvolupar com a poble miner, per exemple en els pous de Meiseberg i Pfaffenberg. pits).
Neudorf im Harz va ser conegut pels sus espècimens de minerals de gran bellesa que s'hi van descobrir per exemple els cristalls de galenita, siderita, quars, zincblenda i bournonita. Alguns d'aquests espècimens es troben ara al museu Zincken al Castell de Bernburg.
La font Stahlquelle (Font d'acer) es va fer accessible als visitants turistes l'any 1931. L'1 de setembre de 2010 Neudorf va ser incorporat a Harzgerode.